# Regimin (village)
Pour les articles homonymes, voir Regimin.
Regimin (prononciation : [rɛˈɡimin]) est un village polonais de la gmina de Regimin dans le powiat de Ciechanów de la voïvodie de Mazovie dans le centre-est de la Pologne.
Il est le siège administratif de la gmina (district administratif) appelée gmina de Regimin.
Il se situe à environ 9 kilomètres au nord-ouest de Ciechanów (siège du powiat) et à 85 kilomètres au nord de Varsovie (capitale de la Pologne).

## Histoire
De 1975 à 1998, le village appartenait administrativement à la voïvodie de Ciechanów.